# Jan Godart van Slijpe
Johan Godard Cornelis van Slijpe, ook wel Jan Godart of Godart (Maastricht, 22 november 1757 - Maastricht, 28 november 1838), was een Nederlands jurist, politicus en bestuurder. Hij was twintig jaar lang burgemeester van Maastricht, een ambt dat hij combineerde met talloze andere functies, wat hem tot een van de invloedrijkste bestuurders van het vroeg-negentiende-eeuwse Maastricht maakte. Van Slijpe werd in 1835 in de adelstand verheven met het predicaat jonkheer, dat na zijn dood op een kleinzoon overging.

## Levensloop
Jan Godart van Slijpe stamde uit het protestantse magistratengeslacht Van Slijpe, waarvan leden in de zeventiende eeuw vanuit Friesland zich in Maastricht gevestigd hadden. De Van Slijpes behoorden in Maastricht tot de protestantse minderheid en hadden in het tweeherige bestel de Brabantse nativiteit. Jan Godarts grootvader en bijna-naamgenoot Godert van Slijpe (1698-1753) was in het midden van de achttiende eeuw zes maal Brabants burgemeester van Maastricht, telkens voor een periode van twee jaar. Zijn vader Jan Hubert van Slijpe was vice-hoogschout van Maastricht, maar raakte in de jaren 1780 in opspraak en stierf in gevangenschap in Den Haag, mogelijk als slachtoffer van de patriottenstrijd. Zijn oudere broer, P. van Slijpe (1756-1824) was tussen 1784 en 1794 schepen en gezworene in Maastricht. Zijn zuster Sara van Slijpe was getrouwd met Quirin Alexandre Collard, een zoon van burgemeester Alexandre Quirin Collard.

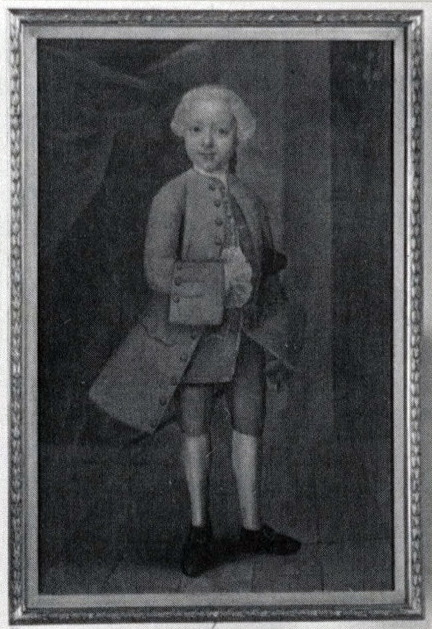
Portret van de jonge Jan Godart of zijn vader, Jan Hubert van Slijpe

Jan Godart werd geboren als zoon van Jan Hubert van Slijpe (1732-1791) en Cornelia de Ron (1721-1784). Een dag na zijn geboorte werd hij gedoopt in de Sint-Janskerk. Mogelijk volgde hij een juridische opleiding om in de voetsporen van zijn vader te kunnen treden. Na zijn huwelijk met de Akense Johanna Geyer in 1783 woonde het jonge paar enige tijd in Aken, waar hun eerste kind werd geboren. Rond deze tijd begon het verzet tegen zijn vader, de prinsgezinde vice-hoogschout van Maastricht, zich af te tekenen. Hij werd er van verdacht samen te spannen met de door de patriotten gehate en met vervroegd pensioen gestuurde hertog van Brunswijk (1718-1788). Deze verbleef van 1784 tot 1786 in Aken en zou toen contact hebben gehad met Jan Hubert van Slijpe. De zaak liep met een sisser af, maar de vice-hoogschout bleef verdacht in de ogen van zijn tegenstanders.
In 1788 was Jan Godart als luitenant gedetacheerd in Leeuwarden, waar zijn echtgenote op 37-jarige leeftijd ten gevolge van het baren van hun derde kind overleed (begraven aldaar in de Grote of Jacobijnerkerk). Hoe hij daarna de opvoeding van hun drie kleine kinderen ter hand nam, is niet bekend. Omstreeks deze tijd was hij enige tijd verbonden aan het regiment van prins Frederik (1774-1799), de jongste zoon van stadhouder Willem V, die in de strijd tegen Napoleon Bonaparte in Italië overleed.

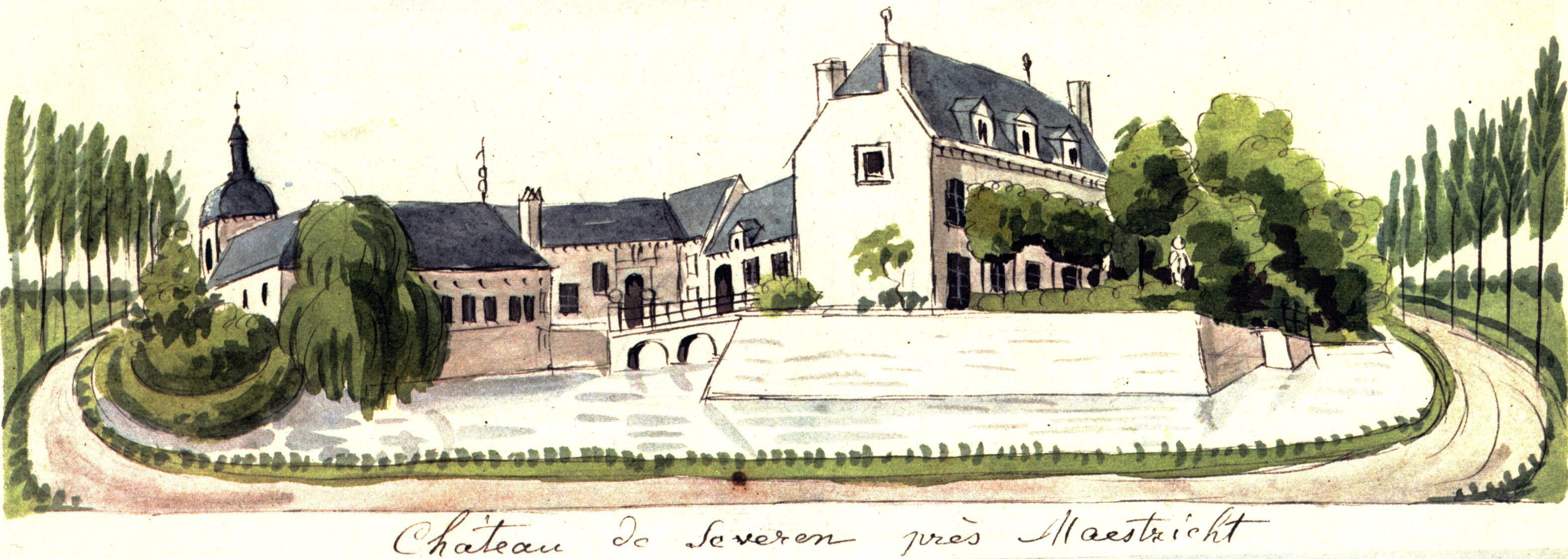
Huis Severen in Amby, het buitenhuis van de Van Slijpes, getekend door Philippe van Gulpen (1792-1862)

Over zijn verblijfplaats en/of politieke activiteiten in de Franse Tijd is tot 1808 niets bekend. In dat jaar was hij in elk geval terug in de omgeving van Maastricht. Waarschijnlijk bewoonde hij het familiebuiten, het Huis Severen in Amby. Van februari 1808 tot maart 1815 was hij burgemeester van Amby.
Na het vertrek van de Fransen werd hij in 1815 tot mede-burgemeester van Maastricht benoemd, samen met André Charles Membrede, Ephraim Daniel Pichot en Théodore Joseph de Billehé de Valensart. Membrede was voorzitter van het college van burgemeesters, ofwel 'eerste burgemeester'. Op 18 augustus 1818 werd hij opnieuw gekozen, nu als eerste burgemeester in een college van drie, met Pichot en Jean François Hennequin. Die laatste viel in 1821 af vanwege de 'schutterijkwestie', toen de koning hoogstpersoonlijk ingreep en de raad op non-actief stelde. Vanaf 1822 kon de koningsgezinde Van Slijpe zijn taak voortzetten, nu als enige burgemeester, bijgestaan door twee of drie schepenen. Hij was in totaal twintig jaar burgemeester van Maastricht, tot 31 maart 1835, toen hij de leeftijd van 77 jaar bereikte.
Naast deze gemeentelijke bestuursfuncties was Van Slijpe in 1815 ook tot rechter benoemd, samen met Pichot (wiens zoon in 1814 met zijn oudste dochter was getrouwd). Van 1816 tot 1835 was Van Slijpe tevens lid van Provinciale Staten van het verenigde Limburg. Verder was hij lid van de kiescommissie, bestuurder van het burgerlijk en militair huis van verzekering en van het Koninklijk Atheneum, en lid van de commissie rijks lagere school. In de Sint-Janskerk was hij ouderling in 1795, 1815, 1819, 1822, 1825, 1827, 1832, en 1836. Van 1815 tot 1836 was hij regent van het Gereformeerd Weeshuis (tegenwoordig Toneelacademie) in de Lenculenstraat.
Van Slijpe werd in 1835 in de adelstand verheven. Hij was tevens ridder in de Orde van de Nederlandse Leeuw. Hij overleed in 1838, enkele dagen na zijn 81e verjaardag en werd begraven bij de Sint-Walburgakerk in Amby.

## Nageslacht
Johan Godard Cornelis van Slijpe trouwde op 30 september 1783 in de Waalse kerk te Vaals met Johanna Eleonora Geyer (1750-1788) uit Aken. Uit dit huwelijk werden drie dochters geboren:
1. Cornelia Eleonora van Slijpe (1784-1840), gehuwd met Frederik Cornelis Marie Pichot (1784-1845), belastingontvanger, burgemeester van Amby, 5 kinderen
2. Jacobina Susanna Louisa van Slijpe (1786-1859), overleden in Huis Severen
3. Johanna Sara Petronella van Slijpe (1788-1879), overleden in Huis Severen, dat daarna verkocht werd

De oudste dochter, jkvr. Cornelia Eleonora van Slijpe, zorgde door haar huwelijk met Frederik Cornelis Marie Pichot ervoor dat het adellijk geslacht Van Slijpe voortgezet werd onder de naam Pichot van Slijpe.

## Nalatenschap
- De Hof van Slijpe aan de Bouillonstraat, sinds 1684 in bezit van de familie Van Slijpe en waarschijnlijk het geboortehuis van Jan Godart, werd in 1802 verkocht.[11]
- Het buitenhuis van de Van Slijpes was sinds 1742 het Huis Severen in Amby.[12]
- Enkele grafstenen van de families Van Slijpe en Pichot rondom de Sint-Walburgakerk in Amby zijn onderdeel van een rijksmonument.[13]
- In het British Museum in Londen bevindt zich een rijk bewerkte wierookschep van zilver en bergkristal uit circa 1480, die afkomstig is uit de nalatenschap van de familie Van Slijpe Pichot en die ook eigendom zou zijn geweest van Jan Godart van Slijpe. Via ene B. Kalf Oz belandde het in de kunstcollectie van baron Ferdinand de Rothschild (1839-1898), die het na zijn dood naliet aan het British Museum, als onderdeel van de zogenaamde 'Waddesdon bequest'.[14]
- Hoewel in de buurt Wittevrouwenveld in Maastricht-Oost diverse straten naar burgemeesters en schepenen van Maastricht vernoemd zijn, ontbreekt daar een Burgemeester of Schepen van Slijpestraat. In Amby, tot 1970 een zelfstandige gemeente, sinds sindsdien een buurt van Maastricht-Oost, bestaat sinds 1955 een Van Slijpestraat. Het is niet duidelijk of deze genoemd is naar Jan Godart van Slijpe, die van 1808 tot 1815 burgemeester van Amby was, of naar alle Van Slijpes, die van 1742 tot 1880 het Huis Severen in Amby bewoonden.[15]

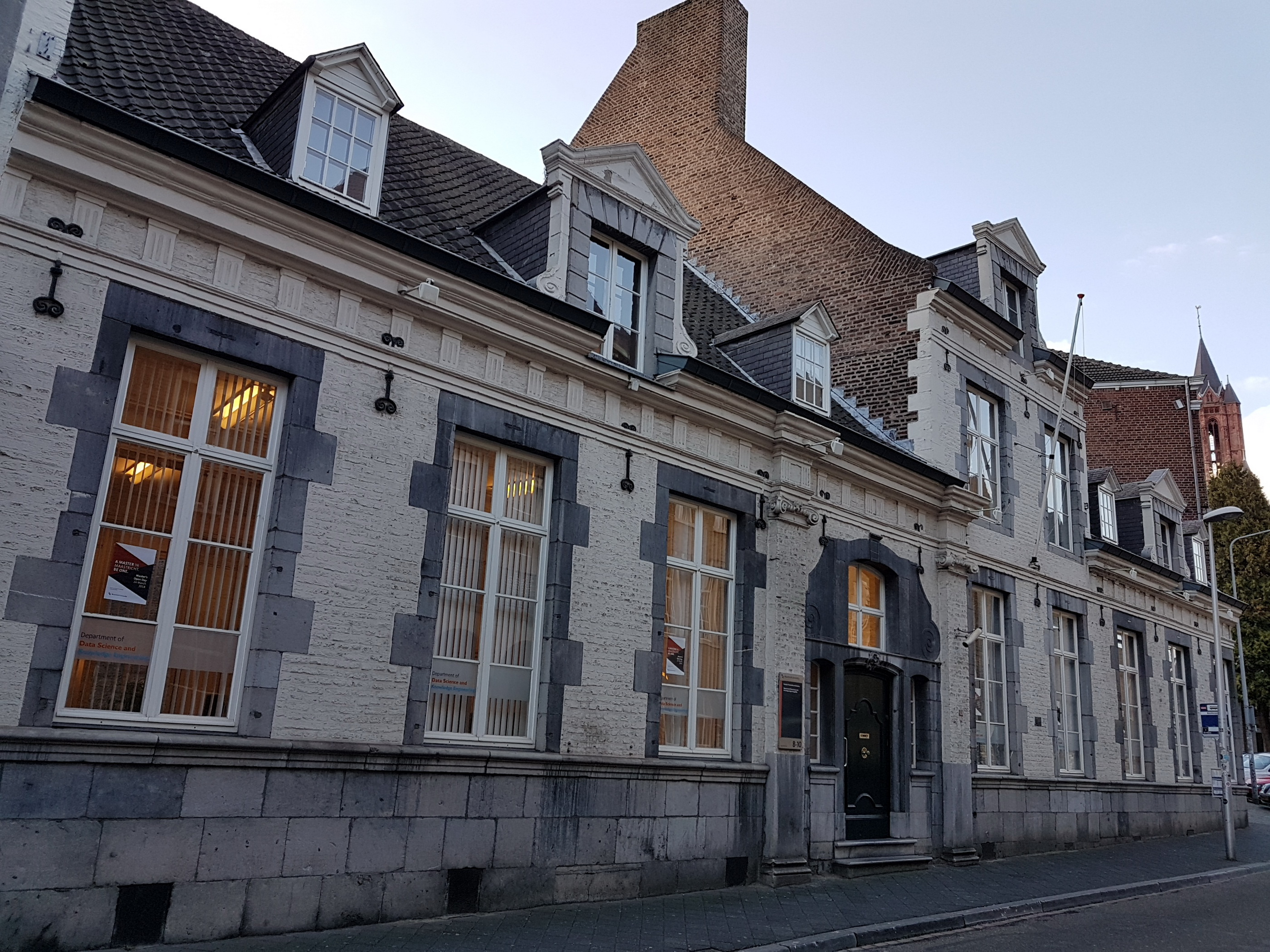
Hof van Slijpe
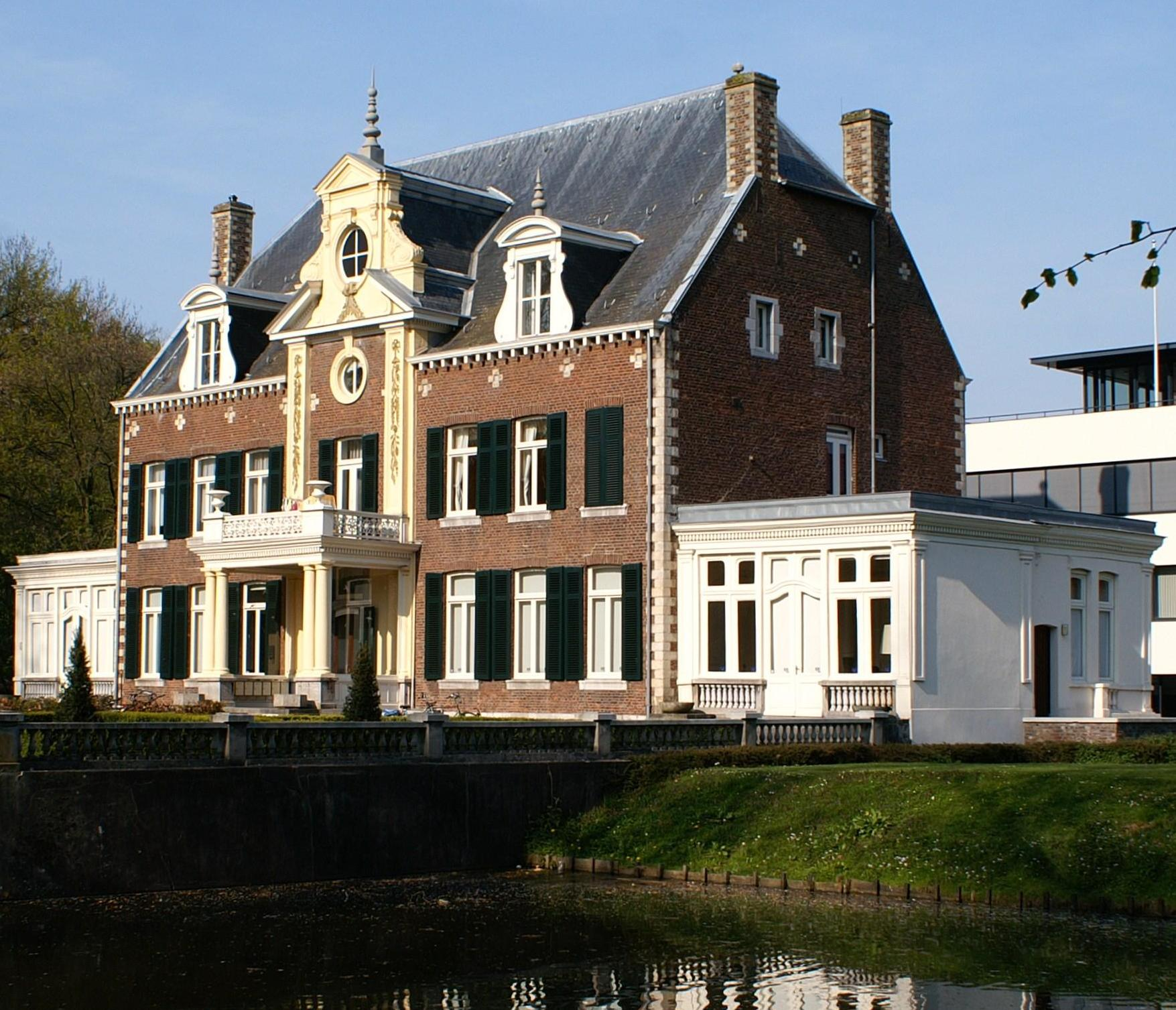
Huis Severen
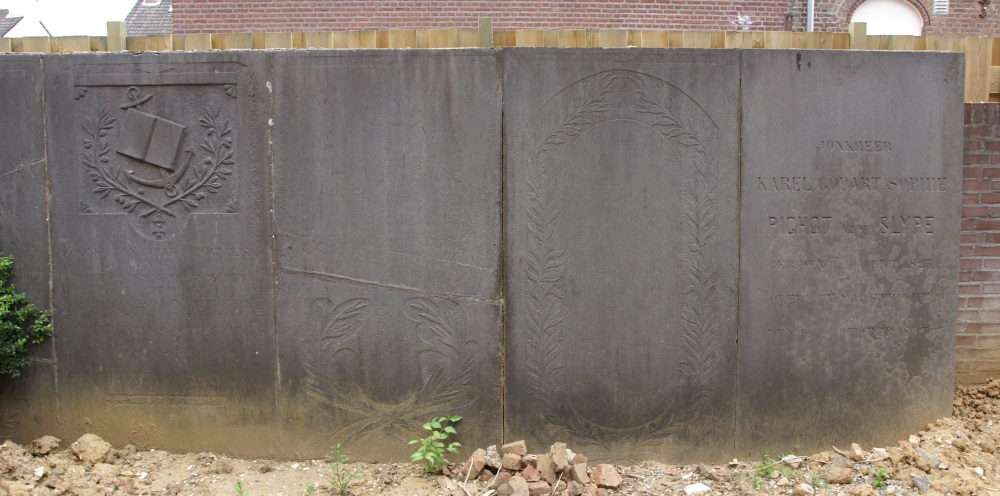
Grafstenen Pichot-Van Slijpe